# 미즈투라지
미즈투라지(The Miztourage)는 WWE내의 악역 스테이블이다. 2017년 6월 19일에 결성했다. 원래는 앙투라지라는 이름으로 결성되었으나 1주만에 현재 명칭으로 변경된다.
2018 슈퍼스타 셰이크업을 통해 수장 더 미즈가 Smackdown!으로 가게 되면서 역사속으로 사라진다. RAW에 잔류한 두 멤버는 더 B팀이라는 새로운 팀명으로 활동하게 된다.

## 레슬링
- 레슬링 기술

- - 더 미즈

- -     - 스컬 크러슁 피날레

- - 커티스 액슬

- -     - 액스홀 (행맨즈 페이스버스터)

- - 보 댈러스

- -     - 보 독(스프링보드 불독)